# 12070 Кілкіс
12070 Кілкіс (12070 Kilkis) — астероїд головного поясу, відкритий 20 березня 1998 року.
Тіссеранів параметр щодо Юпітера — 3,485.